# Atlantis: Đế chế thất lạc
Atlantis: Đế chế thất lạc (Tiếng Anh: Atlantis: The Lost Empire) là bộ phim hoạt hình thứ 41 của hãng hoạt hình Walt Disney công chiếu ngày 14 tháng 6 năm 2001 và là bộ phim khoa học viễn tưởng đầu tiên của hãng. Đây là bộ phim được đạo diễn bởi Gary Trousdale và Kirk Wise, từng được biết tới với những phim như Người đẹp và quái vật và Thằng gù nhà thờ Đức Bà.

## Nội dung
8000 năm trước, thành phố Atlantis chìm xuống đáy biển do một cơn sóng thần mà người dân vô tình gây ra. Vợ của vua Atlantis đã được chọn làm người bảo vệ cho thành phố. Bà được nhấc bổng lên không và một từ trường năng lượng được tạo ra, bảo vệ thành phố không bị nguy hại khi chìm xuống. Và Atlantis mất tích, chẳng để lại gì ngoài một cuốn sách.
Năm 1914, Milo James Thatch, một nhà ngôn ngữ học trẻ đầy nhiệt huyết làm việc tại phòng hơi của viện nghiên cứu Smithsonian tại Washiton D.C tin rằng Cuốn sách của Shepherd sẽ chỉ đường tới thành phố huyền thoại Atlantis. Yêu cầu thám hiểm của anh bị viện từ chối, nhưng một người bạn cũ của ông nội Milo, triệu phú Preston B. Whitmore lại đồng ý tài trợ cho anh. Ông nội Milo đã tìm được cuốn sách, và nhờ Whitmore đưa nó cho anh.
Ông Whitmore đưa Milo tới con tàu ngầm sẽ đi Atlantis. Toàn bộ nhóm đồng hành cùng anh đã có mặt trên thuyền. Milo gặp tổng chỉ huy Rourke, phó chỉ huy Helga Sinclair, chuyên gia thuốc nổ Vincenzo "Vinny" Santorini, nhà địa chất học Gaetan "Mole" Molière, bác sĩ Joshua Sweet, cô thợ máy Audrey Ramirez, ông đầu bếp Jebidiah Allerdyce "Cookie" Farnsworth và bà đưa tin báo lão luyện, hay giễu cợt Wilhelmina Packard.
Con tàu bị thủy quái Leviathan bảo vệ thành phố Atlantis đánh chìm, nhưng cả đội trốn thoát. Sau quãng đường đi theo số phận sắp đặt, họ đã tìm ra đường vào Atlantis. Và cả đội rất ngạc nhiên vì Atlantis vẫn tồn tại trong một khoảng không lớn nằm bên dưới lòng đất. Họ gặp công chúa Kida, con gái của vua Atlantis. Kida phát hiện ra rằng Milo có thể đọc tiếng Atlantis mà chính người dân của cô đã quên đi từ lâu. Họ lặn xuống nơi ghi lịch sử Atlantis và tìm hiểu được về "Trái tim của Atlantis", thứ năng lượng đã bảo vệ thành phố và cũng là viên pha lê họ đeo. Khi quay lại mặt nước, Rourke và cả đội đã chờ hai người, thay đổi thái độ và đang cố tìm viên đá. Cả đội tìm thấy Trái tim ở dưới hồ trong lâu đài của nhà vua. Kida đã được Trái tim chọn làm người bảo vệ và hòa vào làm một với Trái tim.
Rourke định đưa Kida về đất liền, nhưng rời Trái tim, người Atlantis sẽ chết. Trừ Helga và Rourke, những thành viên còn lại trong đội đều không đồng tình với Rourke, vì thế nên hắn bỏ mọi người lại Atlantis. Đức vua bị Rourke đả thương nặng, đã đưa Milo viên pha lê của mình và nói anh cứu lấy Atlantis và công chúa Kida con gái ông. Milo, bạn anh và những người Atlantis đã dùng viên pha lê để khởi động cỗ máy vận chuyển cổ từ lâu không dùng tới và đuổi theo Rourke. Rourke có ý định rời khỏi núi lửa cổ, con đường đã đưa cả đội vào Atlantis. Một trận hỗn chiến xảy ra khi Milo và bạn anh đuổi kịp Rourke. Rourke hất cẳng Helga từ trên không xuống đất khi khinh khí cầu không chở đủ người. Còn Rourke, hắn bị Milo dùng mảnh kính từ chiếc hộp đựng Kida cứa vào tay, hắn biến thành một sinh vật hết sức kỳ dị và bị cánh quạt khí cầu làm cho tan xác. Milo đưa Kida trở lại Atlantis. Cô đã trở thành người bảo vệ thành phố, như mẹ của cô khi xưa đã bảo vệ Atlantis khi nó bị chìm xuống đáy biển. Khi trở lại bình thường, trong tay Kida vẫn cầm chiếc vòng khi xưa mẹ cô đã mang theo.
Milo ở lại cùng Kida với mong muốn đưa Atlantis trở về thời huy hoàng xưa kia. Những người còn lại trong đội đã trở lại đất liền với vô số vàng bạc, báu vật. Với công chúng, họ luôn kể rằng họ chẳng thấy gì, và những người chết thì biến thành mất tích.
Milo đã gửi tặng ông Whitmore một viên pha lê của người Atlantis. Đó là tâm nguyện cả đời của nhà triệu phú, mong muốn có một bằng chứng để chứng tỏ rằng bạn ông không phải người điên như Viện nghiên cứu nghĩ. Ông đã từng muốn đưa bằng chứng cho viện xem, nhưng cuối cùng, ông giữ nó như món quà quý giá của người cháu trai mình.

## Lồng tiếng
- Michael J.Fox - Milo J.Thatch
- Cree Summer - Kidagakash "Kida" Nedakh
- James Garner - Lyle Tiberius Rourke
- Corey Burton - Gaetan "Mole" Moliére
- Don Novello - Vincenzo "Vinny" Santorini
- Phill Morris - Bác sĩ Joshua Strongbear Sweet

## Chuyện hậu trường
Để thực hiện những cảnh quay trong lòng đất trên đường tới Atlantis, đoàn làm phim của hãng Walt Disney đã có chuyến thực tế xuống dưới lòng đất hơn 800 foot từ hang động Carlsbad ở New Mexico. Nhà làm phim cũng đã tới những viện bảo tàng quân sự để có hình phác thảo vũ khí, phương tiện thời chiến tranh thế giới lần thứ nhất năm 1914, chính là bối cảnh diễn ra bộ phim. Thành phố Atlantis là sự kết hợp của văn hóa cổ xưa từ ba vùng Trung Quốc, Nam Mỹ và Trung Đông